# Azathoth
Azathoth és un Déu Exterior inventat per Howard Phillips Lovecraft que apareix als seus relats denominats Mites de Cthulhu.

## Descripció
Azathoth és el primer motor del caos, el caos nuclear, la antítesi de la creació, i viu al "buit final" o més ben dit: "El centre del univers". Es descriu com una massa colossal, caòtica i amorfa. Fins i tot el mateix univers forma part de la seva essència, i el simple fet de mirar-lo provocaria una mort d'horror i bogeria extrema. Una maledicció l'ha deixat cec i lobotomitzat, i fent que passi la eternitat movent-se al ritme de flautes, tambors i altres instruments musicals maleïts.
A vegades, quan Yog-Sothoth visita la Terra, la seva presencia va acompanyada momentàniament del so d'una flauta. Això vol dir que ve de visitar a Azathoth de la seva presó.
Azathoth, que es creu que va ser el creador de l'univers, i és el Déu Exterior suprem. És "el que està per sobre de tots" i el "alfa i omega dels mites". Al seu voltant dansen eternament la resta de Déus exteriors seguint melodies demencials, d'entre ells els més poderosos, com Shub-Niggurath, Nyarlathotep i Yog-Sothoth, junt amb altres déus menors.
Tot i que és cec i estúpid representa la omnipotència en estat pur. Fins i tot el propi nom "Azathoth", en realitat, no és el seu veritable nom: l'anomenem així perquè així l'anomena el Necronomicon, però ningú (com a mínim cap humà) sap el seu veritable nom.
Hi ha rumors que diuen que Yog-Sothoth té més poder que Azathoth, tot i que Yog-Sothoth és omniscient i Azathoth omnipotent, hi ha gent que afirma que Yog-Sothoth és més poderós. Aquesta teoria es basa en el fet que tot i que Azathoth és omnipotent, té limitat el seu poder degut a la seva incapacitat per raonar, mentre que Yog-Sothoth, al poder raonar, disposa millor de les seves habilitats.

## Presència en la bibliografia

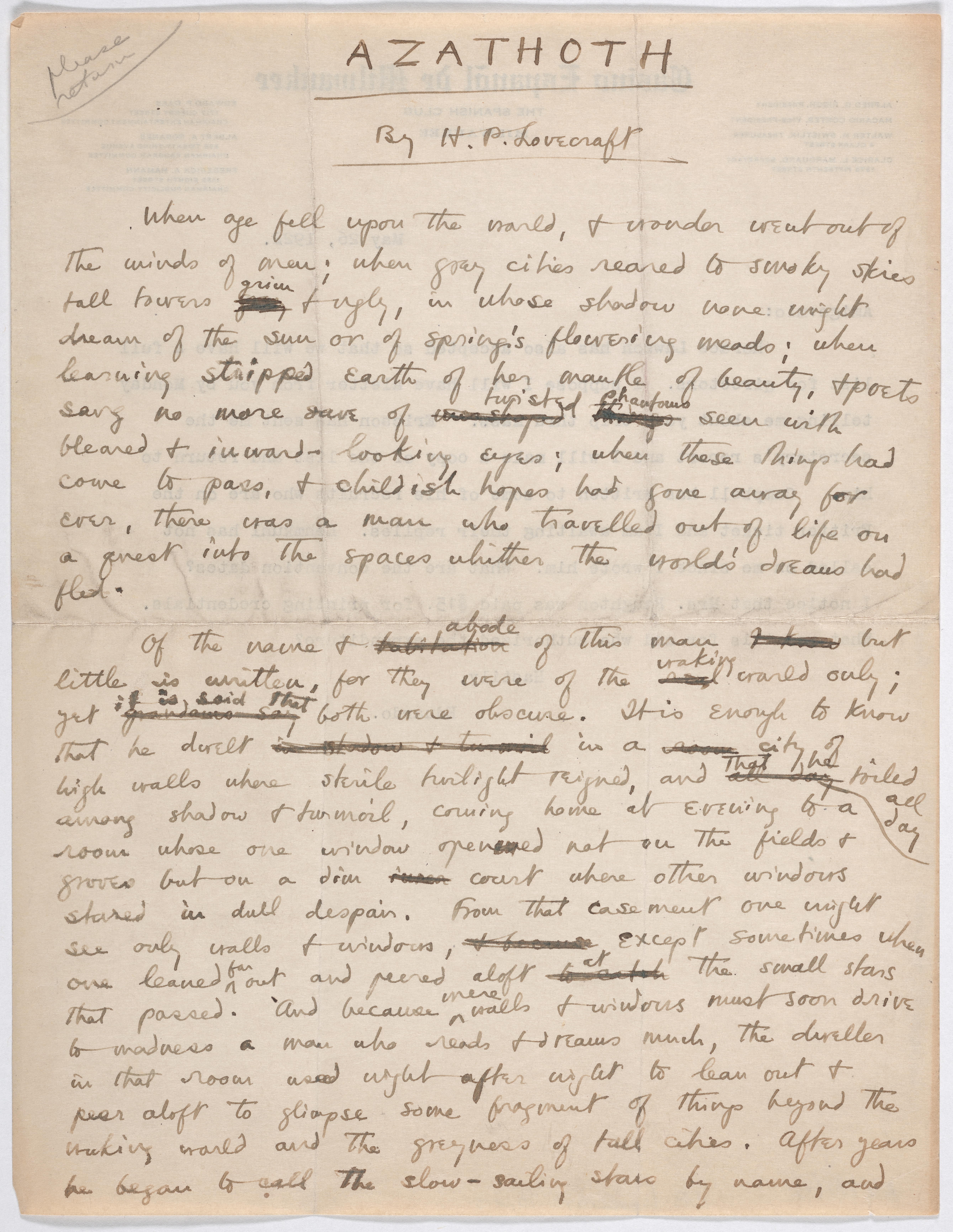
Primera pàgina del manuscrit d'Azatoth

Azathoth apareix per primer cop en el títol del conte homònim, de 1922, i la primera aparició important fou a The Dream-Quest of Unknown Kadath, i a The Whisperer in Darkness de 1931.